# Гръцка война за независимост
Гръцката война за независимост (на гръцки: Ελληνική Επανάσταση του 1821), наричана също Гръцко въстание и Гръцка революция е въоръжената борба за независимост в Островния еялет на Османската империя, която започва през 1821 г. Позната е в българската историография и като Гръцка завера (заради Филики Етерия). Според различните автори войната приключва през 1828 г., 1829 г. (трибутарно княжество според Одринския мирен договор), 1830 г. или през 1832 г. с Константинополския мирен договор, с който Османската империя признава независимото кралство Гърция. Гръцкото въстание е най-значимото събитие в историята на съвременна Гърция.
Първи се надигат гърците от Дунавските княжества през февруари 1821 г., но скоро въстанието им е потушено. Техният пример е последван в Пелопонес на 17 март, когато въстават маниотите. Въстанието се разширява и през септември 1821 г. отрядите на Теодорос Колокотронис превземат Триполица. Избухват въстания на Крит, в Егейска Македония и Централна Гърция, но са потушени. Гръцките кораби постигат успехи срещу османските в Егейско море и им пречат да транспортират подкрепления по море. Между различните гръцки течения обаче възникват противоречия, довели до гражданска война. Султанът търси помощ от Мохамед Али паша от Египетския еялет, който изпраща сина си Ибрахим паша с армия в Гърция. Ибрахим дебаркира в Пелопонес през февруари 1825 г. и към края на годината полуостровът е под негова власт. Атина също е загубена за въстаниците и те са деморализирани.
Тогава на помощ на въстаниците се притичат Британската империя, Франция и Руската империя, като изпращат свои ескадри, които разбиват османския флот в Наваринското сражение и обръщат хода на войната в гръцка полза. През 1828 г. египетската армия се евакуира под натиска на френски експедиционен корпус, османските гарнизони на Пелопонес се предават, а въстаниците си връщат Централна Гърция. В резултат на руско-турската война от 1828 г. руската армия достига Одрин. След девет години военни действия, Гърция е призната за независима наследствена монархия през февруари 1830. По-нататъшни преговори през 1832 г. уточняват границите и установяват като първи крал баварския принц Ото.

## Предистория
Цялата територия на днешна Гърция, с изключение на Йонийските острови, полуостров Мани и планинските райони на Епир към XV век е завладяна от османците. След това гърците са правили много опити за въстание, но в края на XVIII век се формират нови исторически условия: появяват се нови социални сили в гръцката общност. Силната мореплавателска традиция на гърците заедно с появата на влиятелна търговска прослойка генерират достатъчно богатство, за да се основат училища, а младите гърци да получават образование в университетите на Западна Европа. Там те се запознават с радикалните идеи на европейското просвещение, Френската революция и романтичния национализъм. Осъзнават и голямото значение на гръцката цивилизация и език за формиране на тези идеи. Образовани и влиятелни представители на гръцката диаспора като Кораис и Газис (Anthimos Gazis) се опитват да пренесат прогресивните идеи обратно в Гърция, за да подобрят образованието и да подсилят изграждането на национална идентичност. Това става чрез разпространение на печатни издания на гръцки език по време на новогръцкото просвещение. Най-влиятелен писател и интелектуалец, който допринася за постигането на консенсус между гърците вътре и извън Османската империя е Ригас Велестинлис. Той възприема идеите на Френската революция и разработва освободителна програма за целите Балкани. Пише статии за вестника на гръцки език Efimeris във Виена. Той първи замисля национално-освободително движение, пише революционни трактати и съставя проект за конституция. Неговото залавяне и смърт през 1798 г. разпалват гръцкия национализъм.
Обособените паравоенни групи, известни като клефти и арматоли, също играят особена роля в подготовката за бунт. Те формират един вид провинциален елит, макар и не социална класа, чиито членове работят за обща цел. Арматолите са обособена група православни в османска Тесалия и Македония на държавна служба в Османската империя, натоварени са с поддържането на реда. Те имат право да носят оръжие, а естеството на службата им формира у тях навици и качества, които ги отличават от обикновените гърци. Тяхната общност е силно военизирана и участва активно във военните събития на Балканите. Тъй като тяхната служба става постепенно наследствена, някои капитани се разпореждат с поверената им територия като със своя собственост. Те имат доста голяма власт и се вписват в схемата на клиентелистки отношения, характерни за османската администрация.
През 1814 г. в Одеса е учредена организацията Филики етерия от няколко патриоти, руски поданици от гръцки произход. В редиците ѝ влизат предимно млади гърци, живеещи във Влашко, Молдова и Русия. Етеристите получават политическа и материална подкрепа от руския цар Александър I, който цели разширяването на руското влияние на Балканите. Един от водачите на организацията е Александър Ипсиланти. През 1818 г. седалището се мести в Цариград. С подкрепата на богатата гръцка диаспора във Великобритания и САЩ, и с помощта на симпатизанти в Западна Европа и с тайната помощ от Русия, заговорниците заплануват въстание срещу султана. Организацията бързо се разраства и скоро има членове из цяла Гърция и сред всички слоеве на обществото.
През 1821 г османците воюват основно с Персия на Каджарите, а вътрешно са заети да потушат бунта на Али паша Янински в Епир. Затова валията на Морея Хурсид паша и други местни военачалници напускат провинциите си в обединена военна кампания срещу него. В същото време Великите сили са заети с потушаване на размирици в Испания и Италия При тези условия гърците решават, че е настъпило време за въстание. Планът им предвижда едновременен бунт на три места: Пелопонес, Дунавските княжества и Константинопол.

## Влашко въстание
Александър Ипсиланти поема водачеството на етеристите през април 1820 г. и се установява в Одеса. През октомври 1820 г. в Измаил се състои общо събрание на най-видните членове на Филики етерия. Приет е план, според който въстанието да започне след два месеца в Пелопонес. Разгледан е и план на Сава Бинбаши за първоначално въстание на сърбите и след това преминаване на войските им към Босна и България, където да се разделят на два лъча – към София и Северна България. В тила на султанските войски трябва по 20 000 гърци и българи да въстанат в Габрово и Пловдив.
Събитията се развиват обаче съвсем не по предварително начертания план. Наскоро след неговото приемане Ипсиланти го изменя из основи, като решава въстанието да започне от Дунавските княжества.
В началото на 1821 г. започва Влашкото въстание. Селските маси от Олтенския край, а след това цяла Мала Влахия се вдигат за премахване на социалния гнет, което придава антифеодален характер на въстанието. Същевременно румънският народ се бори срещу османското господство, за национална независимост. И понеже властта във Влахия и Молдова се олицетворява от фанариотите гърци, които управляват княжествата като оръдия на Портата и султана, движението тук има ясно изразен антифанариотски характер. Болярството издига идеята за сваляне на фанариотите от власт и създаване на „национална династия“. Начело на въстанието застава Тудор Владимиреску, който спечелва голяма популярност. На призивите му се отзовават и преселените във Влахия българи, с надежда да постигнат националното освобождение на България. Движението придобива масов характер, съставя се значителна въстаническа войска, с която Владимиреску потегля към Букурещ.
В същото време Ипсиланти начело на въоръжена група пресича на 6 март 1821 г. руската граница на река Прут, навлиза на територията на днешна Молдова и застава начело на едно „етеристко“ въстание. Отвсякъде прииждат доброволци – гърци, българи, сърби, албанци, съставя се „етеристка“ въстаническа войска (около 7 хиляди души), която също се насочва към Букурещ. Ипсиланти и Владимиреску почти едновременно влизат в града. Веднага обаче избухват разногласия, които прерастват в непримирим конфликт между двамата.
Османците предприемат мерки срещу въстанието, като в началото на май 1821 г. турски войски преминават Дунав. Руският император осъжда въстанието на Ипсиланти, лишава го от генералския чин и не възразява срещу нахлуването на османски войски във Влахия. За да избегне стълкновение с Османската империя, Владимиреску обявява, че движението му е насочено само срещу фанариотите. Той не оказва съпротива на настъпващите към Букурещ султански войски, което става причина за широко недоволство в неговите части. Въстаниците, особено българските доброволци, приемат отказа на Владимиреску да воюва с Портата едва ли не като предателство спрямо освободителното движение. Авторитетът на Владимиреску пада, той е арестуван от етеристите пред очите на войниците му, а след това по нареждане на Ипсиланти е екзекутиран. Ипсиланти напуска Букурещ и отстъпва на северозапад. През юни 1821 г. въстаническите части са разбити от османците в битката при Драгошани. Самият Ипсиланти отива в Австрия, но е арестуван и умира в затвора (1828).

## Въстание в Гърция

### Пелопонес
Междувременно на 25 март избухва въстание в южната част на Пелопонес, което в рамките на 3 месеца обхваща целия полуостров, част от Същинска Гърция, Крит, Кипър и някои Егейски острови. Въстаниците са под ръководството на апостола на Филики етерия Григориос Папафлесас, водача на клефтите Колокотронис и старейшината на маниотите Мавромихалис. Те се възползват от отсъствието на валията на Пелопонес Хуршид паша, ангажиран във войната срещу Али паша Янински. Въстаниците с необикновена жестокост изтребват „друговерците“ турци и мюсюлмани – извършени са погроми над мюсюлмански селища, избити са собственици на чифлици, административни служители, независимо от пол и възраст, виновни или невинност. Твърди се, че избитите мюсюлмани в Пелопонес през първата половина на 1821 г. не са по-малко от 15 хиляди души.
Новината за гръцкото въстание разпалва вълна на убийства из цялата империя. Масовите репресии на турските власти, в това число и срещу видни представители на богатите гърци и патриаршията, отблъскват върхушката на гръцкото общество. Въпреки някои колебания едрите търговци и корабопритежатели започват да подкрепят движението, правят дарения или блокират с флотата си турските крепости по Пелопонеското крайбрежие. В началото на юни на събрание на първенците на освободения Пелопонес е конституирана върховна власт на освободена Гърция, в която етеристите имат малко влияние. Новата власт запазва съществуващите данъци. До края на 1821 г. почти целият Пелопонес е освободен от турски войски и гарнизони. Освободена е също така значителна част от Континентална Гърция, както и много гръцки острови, които стават морска база на въстанието.
Започват да пристигат и първите чужденци филелини, както и доброволци от съседните балкански народи. Също на гръцки страна застават сулиотите, православни албанци, но с изразено гръцко съзнание. В същото време сред въстаниците започват да се оформят две различни политически течения: от една страна етеристите, т.е. емигрантската буржоазия и дребнобуржоазните слоеве в страната, които представляват демократичната тенденция в гръцкото въстание. Начело на тази тенденция застават Колокотронис, Папафлесас и Мавромихалис. От лятото на 1821 г. към тях се присъединява Димитриос Ипсиланти, брат на Ал. Ипсиланти, дошъл в Гърция с пълномощия от Филики Етерия да оглави въстанието. Към демократичната линия гравитират редица дейци и революционери, някои от които (Маркос Боцарис, Георги Караискакис и др.) се проявяват и като блестящи организатори. Ръководството на събитията обаче все по-определено минава в ръцете на присъединилите се към движението земевладелци, корабопритежатели и едри търговци, в чиито ръце са икономическите лостове. Тези слоеве стават социална основа на по-умереното и дори консервативно течение в гръцкото въстание. Начело на него застава Александрос Маврокордатос, виден фанариот и политик, който постепенно успява да изтласка етеристите от ръководството на въстанието. На практика Филики Етерия престава да съществува като организационен център, а остават да действат ефорите, които събират пари, оръжие и доброволци.

### Централна Гърция
През април 1821 г. водачът на клефти Атанасиос Дякос освобождава Ливадия и след това цяла Беотия. През май Василиос Малетис с отряда си влиза в Атина, турското население и гарнизонът се скриват в Акропола, докато християните бягат към о. Саламина. Месолонги въстава на 25 май и скоро бунтът обхваща и други градове в Централна Гърция.
Османските сили, изпратени да потушат въстанието, се събират край Триполица, административен център на Морея. В началото на октомври обаче въстаническите сили начело с Колокотронис го обсаждат и го превземат. Капитулират и турските гарнизони в Монемвасия и Наварин, в турски ръце остават само Патра и Навплио.
Също през април въстаниците търпят поражение в битката при Аламана срещу армията на Омер Вриони. Друга значителна загуба е смъртта на Дякос, който е заловен при Аламана от турците и екзекутиран. Гърците успяват да спрат турското настъпление в битката при Гравия под командването на Одисеас Андруцос, който с шепа хора нанася сериозно поражение на турската армия. След като отрядът на Андруцос се оттегля, Омер Вриони се отказва от Пелопонес и вместо това атакува Ливадия, която превзема на 10 юни, и Атина, където вдига обсадата на Акропола. В негова подкрепа е изпратена друга армия, но тя е разбита от гърците в битката при Василика и Вриони е принуден да напусне Атика през септември и да се оттегли в Янина. Към края на 1821 г. въстаниците затвърждават позиции в Централна Гърция.

### Крит, Кипър и Македония
На Крит, Кипър и в Македония също избухват въстания, но бързо са потушени. На Крит, реално отдаден под управлението на египетския управител Мехмед Али паша, силите са неравни поради близостта на Египет, но въпреки това има неколкократно активизиране на бунта – например през 1825 г., когато няколкостотин критяни, участвали във въстанието на континента, се връщат и укрепяват в крепостта Грамвуса. Удържат я в продължение на две години, но въстанието не се разпространява. През юни 1821 г. на Кипър Константинос Канарис пристига с три кораба и пълномощия от Филики Етерия. Връща се в Гърция начело на батальон киприоти, които се отличават в боевете на Пелопонес. На самия Кипър обаче османските власти предприемат превантивни мерки към предполагаемите бунтовници, като през лятото на 1821 г. екзекутират стотици гръцки светски и духовни лидери, сред които и архиепископ Киприан Кипърски. В Солун членът на Филики Етерия Емануил Папас организира доставка на оръжие на полуостров Атон още през март 1821 г. и там е един от центровете на бунта. В края на юни 1821 г. избухва въстание на Тасос, но към края на годината е потушено.

### Османска реакция
В отговор на съзаклятието Портата обявява „свещена война“ на гърците: масово клане на гръцкото население, повсеместни арести, насилия и убийства, чували с отрязани глави на влиятелни гърци и християни по цялата империя. На Великден в Константинопол е публично обесен цариградският патриарх Григорий V, въпреки че е заклеймил публично бунта и в проповедите си е призовавал към подчинение на султана. От началото на революцията през март турското правителство преследва и екзекутира видни гърци в Константинопол, като например Великия драгоман и двама пенсионирани драгомани, множество богати банкери и търговци, сред които и член на богатия род Маврокордатос, трима православни монаси и свещеник и трима гърци, обвинени че се готвят да отровят градската питейна вода. На път да потушават въстанията във Влашко и Пелопонес в Смирна пристигат османски войски от вътрешен Анадол и през юни 1821 извършват погроми срещу гърците, за което Томас Гордън пише: „3 000 главорези нахлуха в гръцкия квартал, плячкосваха къщите и колеха хората; Смирна изглеждаше като след погром, нямаше значение нито пол, нито възраст“. Когато те се обръщат към местен ходжа да издаде фатва, оправдаваща убийствата на християни и той отказва, той също е убит.

### Международна реакция
Новината за въстанието не е добре дошла за консервативните европейски правителства, чийто стремеж е да запазят статуквото, установено на Виенския конгрес. У обикновените хора обаче тя предизвиква ентусиазъм и съчувствие. След убийството на патриарх Григорий V руският император Александър I къса дипломатическите отношения с Високата порта, след като тя не отговаря на ултиматума му да прекрати избиването на православни свещеници. През лятото на 1821 г., младежи от цяла Европа се събират в Марсилия за да отплават за Гърция и да участват във въстанието. Най-големи контингенти идват от германските държави, Франция и Италия. В тях множество духовници и университетски професори изнасят лекции, в които изтъкват големия дълг на Европа към наследството на Древна Гърция и че правото на съвременните гърци на това класическо наследство е основание за подкрепа на желанието им за свобода от османците. Във Франция, Англия, Русия и САЩ са сформирани „гръцки комитети“ за събиране на средства и подкрепа на въстаниците.

### Война по море
От самото начало на въстанието успехът по море е от жизнена важност за гърците. Ако не попречат на османския флот, той може да доведе подкрепления от другите османски провинции за изолираните гарнизони и да потушат въстанието. От друга страна, османската блокада на Месолонги по море, която гърците не успяват да пробият, води до падането на града през 1826 г.
Гръцкият флот е собственост на проспериращи островитяни, основно от островите Хидра, Спецес и Псара. На гръцки страна се сражават албански моряци от Хидра и Спецес. Всеки остров екипира, снабдява с екипаж и снабдява свой отряд със свой адмирал. Макар и с опитни екипажи, корабите не са предназначени за военни действия и са оборудвани само с леки оръдия. Срещу тях се изправя османска флота от военни кораби под централизираното командване на Капудан паша. Тя се състои от 20 тримачтови линейни кораби, всеки с 80 оръдия, и 7 или 8 фрегати с 50 оръдия, 5 корвети с около 30 оръдия и 40 брига с по 20 оръдия. Тази военна сила се допълва с ескадри от васалните османски държави от Магреб (Алжир, Триполитания и Тунис) и Египет.
По тази причина гърците решават да използват запалителни кораби (на гръцки: πυρπολικά or μπουρλότα), които са се оказали ефективни по време на въстанието на Орлов през 1770. Първият тест на тактиката е извършен в Ересос на 27 май 1821, когато Димитриос Папаниколис успешно разрушава противников кораб със запалителен кораб. През следващите години успехът на тази тактика расте, като връх бележи опожаряването на турския флагмански кораб от Константинос Канарис при Хиос след избиването на жителите на острова през юни 1822 г., придобило международна известност.

### Първо Национално събрание
В условията на общ въстанически подем са произведени избори и през декември 1821 г. започва работа първото Национално събрание на Гърция в Епидавър. То приема декларация, с която отхвърля османското господство и провъзгласява независимостта на Гърция. В началото на януари 1822 г. Националното събрание приема конституция, която провъзгласява Гърция за република. За образец е използвана френската конституция от 1795 г. Законодателната власт принадлежи на Националното събрание, а изпълнителната – на изпълнителен съвет от 5 души, който от своя страна назначава правителство. Конституцията провъзгласява равенство на гражданите пред закона, гарантира живота и правото на собственост на всички граждани, забранява робството и прокламира свободата на словото. Тя обаче не предвижда раздаването на земя на селяните, което по-късно е в основата на вътрешни борби между различните слоеве и привърженици.
Националното събрание приема освен това резолюция, в която отхвърля емблемата и знамето на Филики етерия и отрича „метежните и атеистични идеи“. И все пак в първото Национално събрание противоречията не се изявяват открито и остро, установява се известно равновесие между двете тенденции. Основа на постигнатия временен и негласен компромис става подялбата на властта: за председател на съставения законодателен съвет се избира Димитриос Ипсилантис, за председател на изпълнителния съвет – Маврокордатос, а негов заместник – Петро Мавромихалис, председател на правителството пък става Тодор Негрис, бивш султански посланик във Франция и привърженик на умерено консервативното течение. Започва формирането на гръцка национална държава с републиканска форма на управление.

### 1822 – 23 г.
В този период военните действия се развиват с променлив резултат. Ако през 1821 г. въстаническото движение е в подем и турците търпят редица поражения, то през 1822 г. положението се променя в полза на Портата. Али паша Янински е разбит и принуден да капитулира, което освобождава османски сили за потушаване на гръцкото въстание. През пролетта и лятото на 1822 г. три султански армии предприемат общо настъпление към Пелопонес. Османските войски настъпват и в Югозападна Гърция срещу полунезависимите сулиоти в планинските райони, в Етолия и Акарнания, към Месолонги. Над гръцкото правителство на Негрис в Аргос надвисва смъртна опасност. Появяват се признаци на паника, правителството се евакуира на корабите.
Въпреки всичко въстаническите сили устояват, като за това много допринасят Колокотронис и Ипсилантис. Те не следват примера на правителството да търсят спасение на корабите, а се заемат с организиране на съпротива. С част от бойците Ипсилантис се затваря в Аргос, решен да брани крепостта там. Колокотронис събира военни отряди, с които непрекъснато атакува армията на Махмуд паша Драмали, обсадила града. При това гърците опустошават отстъпената земя, за да оставят турските войски без продоволствие. През август 1822 г. османците снемат обсадата на Аргос, оттеглят се към Коринт, но са нападнати от отрядите на Колокотронис и търпят големи загуби. Армията на Махмуд паша Драмали се разпада.
Неуспех търпят османците и при Месолонги. Тук гръцката отбрана се ръководи от Ал. Маврокордато, Марко Боцарис и Петро Мавромихалис. Предприетата срещу града османска атака в началото на 1823 г. завършва с пълен провал. Турските части, подложени на непрекъснати нападения от страна на гръцките чети и оставени без продоволствие, загубват боеспособност и отстъплението им от Месолонги се превръща в истинско бягство.
На 11 април 1822 г. османски флот пристига на остров Хиос. Настъпва безмилостно клане на жителите на острова, без оглед на пол и възраст, станало известно като „хиоското клане“. От предходното население на острова, наброяващо между 100 000 и 120 000 гърци са убити 25 000 души, а други 45000 (предимно жени и деца) са продадени в робство.
Тази жестокост шокира Европа и привлича обществените симпатии към гръцката кауза. Гърците си отмъщават в нощта на 18 юни 1822, точно когато мюсюлманите празнуват края на рамазан. Гръцки флот под командването на Константинос Канарис и Андреас Пипинос се възползват от яркото осветление на флагманския турски кораб и го атакуват със запалителен кораб, при което флагманът се взривява. Оцеляват само 180 души от общо над 2 000 на борда му, но много от тях са пленени жители на Хиос.
През лятото на 1823 г. Портата предприема нови решителни действия за потушаване на гръцкото въстание: османският и алжирският флот дебаркират на остров Евбея с 10 000 души; към Гърция се устремяват нови османски армии – едната, предназначена за нахлуване в Пелопонес, другата – за поход към Западна Гърция и Епир, третата – за превземане на крепостта Месолонги. Но и този път въстаниците устояват. Срещнали упоритата им съпротива, султанските войски, определени за нахлуване в Пелопонес, се прехвърлят на Евбея. Армията, определена за нахлуване в Западна Гърция и Епир, пък се разбунтува поради неполучаване на заплатите. Само частите, определени за действия срещу Месолонги, се придвижват напред, но търпят много загуби в сражения с гръцките отряди. След двумесечна обсада на града османската армия е принудена да се оттегли към Шкодра. От есента на 1823 г. отново настъпва затишие.

## Гражданска война
На 10 април 1823 г. в Аргос се свиква Второ национално събрание. То прекратява всички местни органи на управление, назначава управители на окръзите и ги подчинява на централната власт. Колокотронис е назначен за командващ войските на Пелопонес, а Маркос Боцарис на Етолия и Акарнания. За председател на Сената е избран Ал. Маврокордатос. Поради настъпилото разцепление по въпроса дали да се раздава на селячеството земята но турските чифликчии, по който Колокотронис и Маврокордатис заемат противоположни позиции, на 15 септември е сформиран алтернативен Сенат и второ правителство. Така в края на 1823 г. избухва първият вътрешно-гръцки политически и военен конфликт, прераснал в гражданска война, продължила до 1825 г.
На редица места селяните пристъпват към разпределяне на изоставените чифлишки земи, стават сражения между тях и правителствени части. Селският бунт обхваща цял Пелопонес и множество територии излизат извън контрола на правителството. Колокотронис и другите народни войводи се обявяват в тяхна подкрепа, но правителството с военна сила усмирява броженията. Нещо повече, в края на 1824 и началото на 1825 г. Колокотронис и други популярни водачи са арестувани и дадени под съд, страната се оказва разцепена на враждуващи лагери. Срещу правителството се надига негодувание. И под натиска на народа, както и предвид нарастването на външната опасност поради експедицията на Ибрахим паша, в началото на юли 1825 г. е обявена обща амнистия. Излезлият на свобода Колокотронис поема върховното командване на гръцките войски в Пелопонес. Вътрешните борби временно стихват, но въпреки усилията на гърците Ибрахим паша завладява Триполица.

## Египетска експедиция
След като разбира, че не може със собствени сили напълно да сломи гръцкото въстание, султан Махмуд II се обръща за помощ към своя египетски васал Мохамед Али паша, като обещава да му предаде о. Крит. Планът е египетският флот да подпомогне османския и алжирския в борбата срещу Крит и гръцките острови, а синът на египетския валия Ибрахим паша със сухопътни войски да усмири Гърция. През юни 1824 г. обединеният флот превзема о. Псара. В началото на 1825 г. Ибрахим стоварва многохилядна армия при Метони и започва овладяването на Пелопонес без да срещне сериозна съпротива. Заема Триполица – административен център на региона. През пролетта на 1825 г. османски войски навлизат в Континентална Гърция, а Ибрахим паша превзема Наварин и се насочва към Месолонги. Месолонги продължава да бъде в ръцете на въстаниците и се отбранява героично. Той е подложен неколкократно на османски обсади и името му става символ на гръцкия героизъм. Въпреки глада и болестите неговите жители не се предават. Там през април 1824 г. умира от тиф Джордж Байрон, който е сред чужденците, притекли се на помощ. Бранителите на крепостта се опитват да разкъсат обсадата, но повечето загиват в сражението. Последните от тях взривяват запасите от барут и загиват в развалините. След няколкомесечна обсада при непрекъснати сражения и бомбардировки на 23 април 1826 г. крепостта пада. По-голяма част от Континентална Гърция също е покорена, обезкръвена и опустошена. Въстаническите войски са принудени да се изтеглят от Атина и Мегара. Към лятото на 1826 г. въстанието се оказва едва ли не потушено, като Ибрахим паша владее Пелопонес, а Решид паша се отправя към Атика.
Правителството поставя начело на въстаническите сили в Континентална Гърция Георгиос Караискос. Той дебаркира в Атика и постепенно възстановява позициите на въстаниците, като разбива турците при Арахова и Дистомон. Турците са прогонени от планинските селища и се укрепяват в градовете. В началото на 1827 г. отново са освободени Етолия, Акарнания, Фокида и Беотия.
През 1827 г. в Тризина е свикано трето Национално събрание. То избира за върховен управител на Гърция Йоанис Каподистрияс, за командващ флота англичанина Кохрен, за командващ на войските в Пелопонес Колоктронис и за командващ в континентална Гърция Караискос. Последвалите месеци не са успешни за въстаническите сили – Ибрахим паша възстановява османската власт в Пелопонес, през юни 1827 г. Атина отново е в турски ръце.

## Намеса на Великите сили
Междувременно под натиска на общественото мнение в европейските държави за съпричастност към гръцките борци за независимост, се намесват Великите сили. През 1827 г. в Лондон е приета конвенция в подкрепа на независимостта на Гърция. На 20 октомври 1827 г. съвместна британска, френска и руски ескадра под командването на британския вицеадмирал Едуард Кондрингтон навлиза в гръцки води и в четиричасовата битка при Наварин, съюзниците разгромяват обединения турско-египетски флот. След морското сражение, френските войски дебаркират на брега и оказват помощта си за разгрома на османците.
След тази победа, съюзниците не предприемат по-нататъшни съвместни действия, насочени към подкопаване на военната мощ на Османската империя, поради настъпили разногласия относно съдбата на бившите османски владения. Султан Махмуд II през ноември 1827 г затваря Дарданелите за руски кораби и така избухва поредната руско-турска война. Създаването на независима гръцка държава е тясно свързано с изхода от тази война. Настъплението на руските войски от север принуждава Портата да изтегли основните си сили от Гърция и да ги съсредоточи на руско-турския фронт.
Възползвайки се от това, правителството на Каподистрияс изпраща войски да завземат колкото се може повече територия, включително Атина и Тива и това се оказва от голямо значение за бъдещата държава. Франция изпраща експедиционен корпус в Пелопонес срещу Ибрахим паша. Французите дебаркират на 30 август 1828 г. и към 30 октомври армията на Ибрахим паша, загубила перспективи за успех, е евакуирана. Към френските войски е прикрепена и научна експедиция от 17 души, които извършват проучвания в областта на ботаника, зоологията, геологията, географията, археологията, архитектурата и скулптурата. Французите напускат Гърция окончателно през 1833 г.
През лятото на 1829 г. руските войски минават Стара планина и завземат Одрин. Последната голяма гръцка битка е през септември 1829 г. при Петра, на север от Атика. Димитриос Ипсилантис командва гръцки войски, вече обучени по европейски като редовна армия, срещу войските на Аслан бей и го побеждава. Турците отстъпват контрола над териториите от Ливадия до река Сперхей, като в замяна им е обещано мирно да напуснат Централна Гърция. Така Димитриос има шанса да завърши войната, започната от брат му Александрос.
Руско-турската война завършва с руска победа и с подписването на Одринския мирен договор от 1829 г., по силата на който Турция се задължава да изпълни Лондонския договор от юли 1827 г. – да даде автономия на Гърция като трибутарно княжество.

## Признаване на независимостта
Гръцкото правителство протестира срещу споразуменията на европейските сили, според които Гърция се оставя в положението на васално княжество на Турция. Гръцките държавни органи, дейци и общественост решително се обявяват за пълна независимост.
На 3 февруари 1830 г. в Лондон е подписан и лондонският протокол, по силата на който е официално призната независимостта на Гърция като наследствена монархия. Младата гръцка държава включва Атика, Пелопонес, Цикладските острови и част от континентална Гърция. До средата на 1832 г. е осъществена и демаркацията на границите на новата европейска държава на линията Арта-Волос. Районът на Солун, Тесалия, Епир, о. Крит и други гръцки острови остават под османска власт.

## Българско участие
В гръцкото въстание участват над 2000 българи, които воюват в отредите на Колокотронис, Караискакис и др. Те образуват свои поделения и имат български командири. Сред военачалниците най-прочути са Хаджи Христо Българин, хаджи Михал от Копривщица, Петър Моралията от Сливен, Семко и Божко от Търново. Добре документирано е участието на Иван Селимински от Сливен, Алекси хаджи Стану от Одрин, капитан Анастас Българин, Ангел Гацо и Димитър Тръпков от Воден и др. Част от тях отсядат в свободна Гърция и се включват в обществения и политическия живот.